# Endling

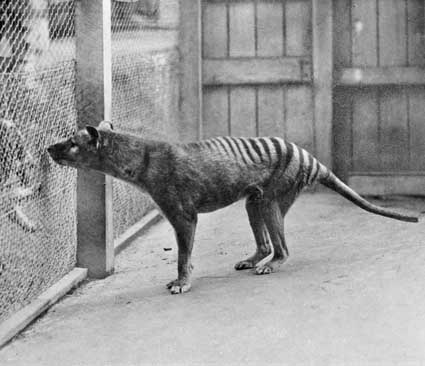
"Benjamin" fue un Endling, el último tilacino (Tigre de Tasmania) conocido, fotografiado en el Zoológico Hobart en 1933.

Un endling es un individuo que es el último de su especie, o subespecie. Una vez que el endling muere, la especie se extingue. El término fue acuñado en 1996 en una carta publicada por la revista científica Nature. Otros nombres alternativos presentados para el último individuo de este tipo incluyen: ender ('finalizador'), terminarch ('terminarca'). La palabra «relicto» puede además ser usada pero usualmente refiere a un grupo que es el último de la especie.

## Origen y uso del término
En el número de Nature del 4 de abril de 1996 se publicó una carta de Robert M. Webster y Bruce Ericksonen, en la cual proponían que una nueva palabra, endling, fuera adoptada para denotar a la última persona de su linaje. El 23 de mayo, Cuestiones de la naturaleza publicó varias contra-sugerencias, incluyendo ender ('terminador'), terminarch ('terminarca') y relict ('relicto').
La palabra endling se aplicó por primera vez al último individuo de una especie en 2001, cuando apareció en los muros del museo nacional de Australia, en Tangled Destinies, una exhibición de Matt Kirchman y Scott Guerin sobre la relación entre los pueblos australianos y su tierra. En la exhibición, la definición, tal como apareció en Nature, fue pintada en grandes letras sobre el muro encima de dos especímenes del extinto tigre de Tasmania: “Endling (n.) El último superviviente de una especie de animal o planta” una descripción pintada de esta exhibición ofrecía una definición similar, omitiendo referencia a las plantas: "Un endling es el nombre dado a un animal que es el último de esta especie."
En "El vuelo del emu: cien años de ornitología australiana 1901-2001, el autor Libby Robin afirma que "el último individuo de una especie" es "al que los científicos se refieren como un Endling".
En 2011, la palabra fue usada en el Earth Island Journal (diario de la isla tierra) en un ensayo por Eric Freedman titulado "La Extinción es para siempre: una cuestión para el último superviviente conocido" Freedman definió endling como "El último superviviente conocido de su especie."

## Respuesta
En el sentido de un endling, la autora Helen Lewis describe la noción de un endling como conmovedora, y la palabra «maravillosamente Tolkienesca».

En "Corte desde la historia", el autor Eric Freedman describe Endling como "una palabra con finalidad." Él opina, "es profundo hasta el hueso y escalofriante saber la fecha exacta en que una especie desapareció de la Tierra. Es incluso más horrible ver el lugar donde esto pasó y saber que nadie supo o le importaba en el momento qué había sucedido y por qué."

## Endlings notables

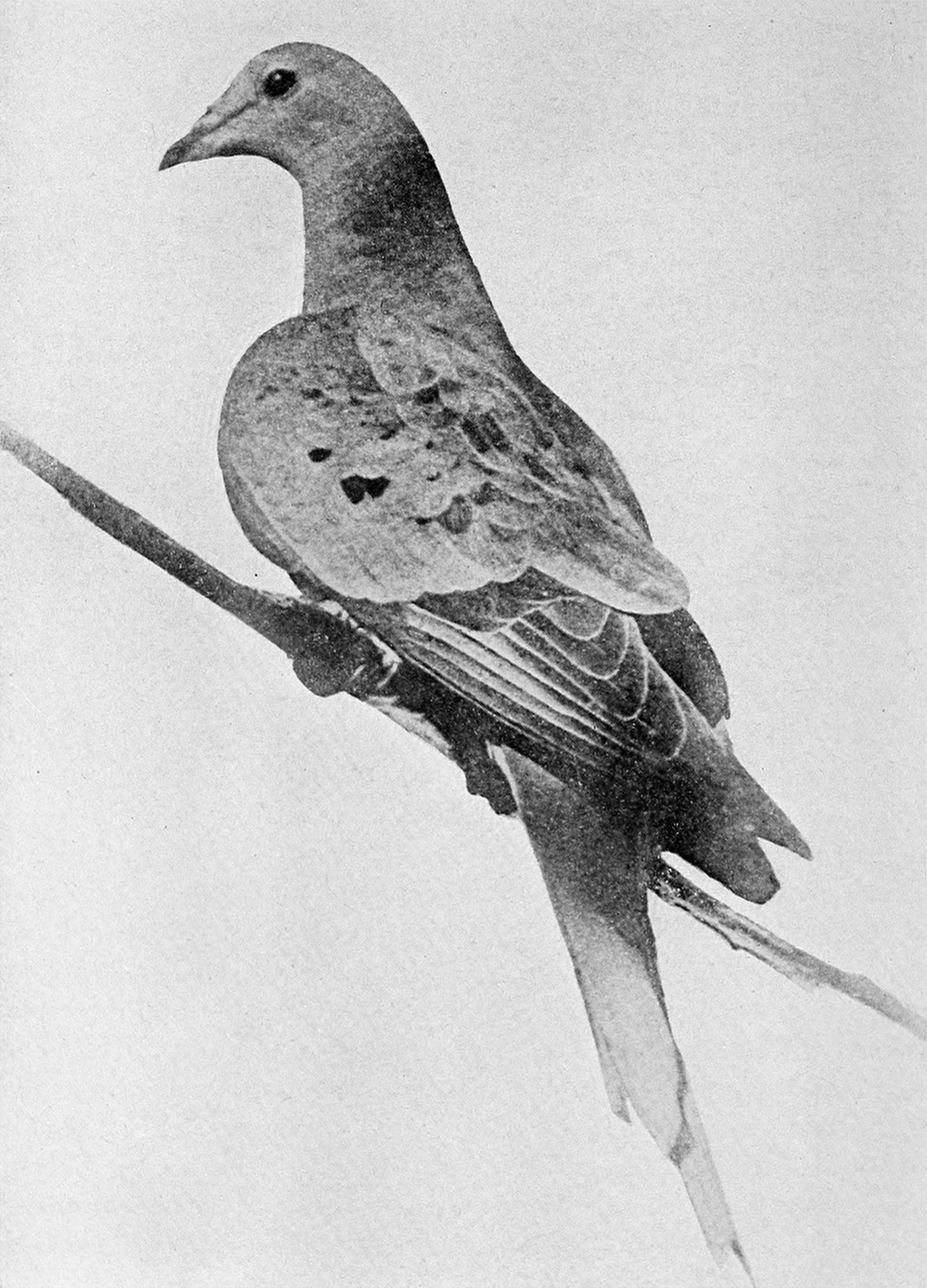
Martha, la última paloma migratoria, muerta en el Zoológico de Cincinnati en 1914

Esta no es una exhaustiva lista de extinción contemporánea, pero una lista de alto perfil, ampliamente publicitada ejemplos de cuando el último individuo de una especie fue conocido:
En 1627, el último ejemplar de uro, (una hembra) ancestro de los bovinos, muerta en el Bosque de Jaktorów en Polonia en 1627.
El último alca gigante (Pinguinus impennis) fue asesinado en 1844 por coleccionistas de especímenes, después de muchos siglos de explotación por la carne, huevos y aceite para quemar. También se ha debatido una disputada observación en 1852.
El cuaga (Equus quagga quagga) se extinguió en estado salvaje a finales de 1870 debido a la cacería por su carne y pieles, y el endling de la especie murió en cautiverio el 12 de agosto de 1883 en el Artis Royal Zoo de Ámsterdam.
La paloma viajera (Ectopistes migratorius) se extinguió el 1 de septiembre de 1914, cuando el endling, Martha, murió en el zoológico de Cincinnati. Una vez enormemente abundantes, millones de otras palomas viajeras fueron amenazadas por la pérdida de su hábitat y después erradicadas por la cacería.
Incas, la última cotorra de Carolina (Conouropsis carolinesis) conocida, murió en el zoológico de Cincinnati el 21 de febrero de 1918.
Booming Ben, un solitario gallo de las praderas grande (Tympanchus cupido cupido), fue visto por última vez el 11 de marzo de 1932 en Martha's Vineyard, Massachusetts.[cita requerida]
El 7 de septiembre de 1936, Benjamin, el último tigre de Tasmania conocido (Thylacinus cynocephalus) murió en el zoológico de Hobart, después que la especie fuera perseguida por granjeros hasta la extinción en estado salvaje. Se ha sugerido que Benjamín habría muerto como consecuencia de una negligencia durante una noche con condiciones climáticas inusualmente extremas en Tasmania.
El último oo de Kauai (Moho Braccatus) fue un macho, y su canto fue grabado por el programa de investigación bioacústica de ornitología del Laboratorio Cornel. El macho fue grabado cantando un llamado de apareamiento, a una hembra que nunca vendría. Murió en 1987.
Orange Band fue el último gorrión costero oscuro conocido (Ammodramus maritimus nigrescens), murió el 16 de junio de 1987.
Turgu fue el último Partula turgida, un caracol de árbol polinesio, que murió el 31 de enero de 1996 en el zoológico de Londres.
Celia, el último bucardo (Capra pyrenaica pyrenaica), fue encontrada muerta el 6 de enero del 2000 en los pirineos españoles, después de que la cacería y la competición con el ganado redujese la población a un individuo. La especie fue clonada gracias a los científicos en 2003, sin embargo el clon solo vivió durante siete minutos debido a un fallo respiratorio.
El 24 de junio de 2012, Solitario George, la última tortuga gigante de Pinta (Chelonoidis abingdonii), murió en su hábitat en las Islas Galápagos.
Un tanque en el zoológico de Bristol era el último refugio de Partula faba, un caracol de tierra de Ra'iātea, en la polinesia francesa. La población cayó de 38 en 2012 a uno en 2015. El último individuo murió el 21 de febrero de 2016.
Hasta el 26 de septiembre de 2016, el jardín Botánico de Atlanta era hogar del último superviviente conocido del Ecnomiohyla rabborum, llamado Toughie. Todos los demás murieron por una infección de hongos de quitridiomicosis, la cual está conduciendo a anfibios en todo el mundo a la extinción.

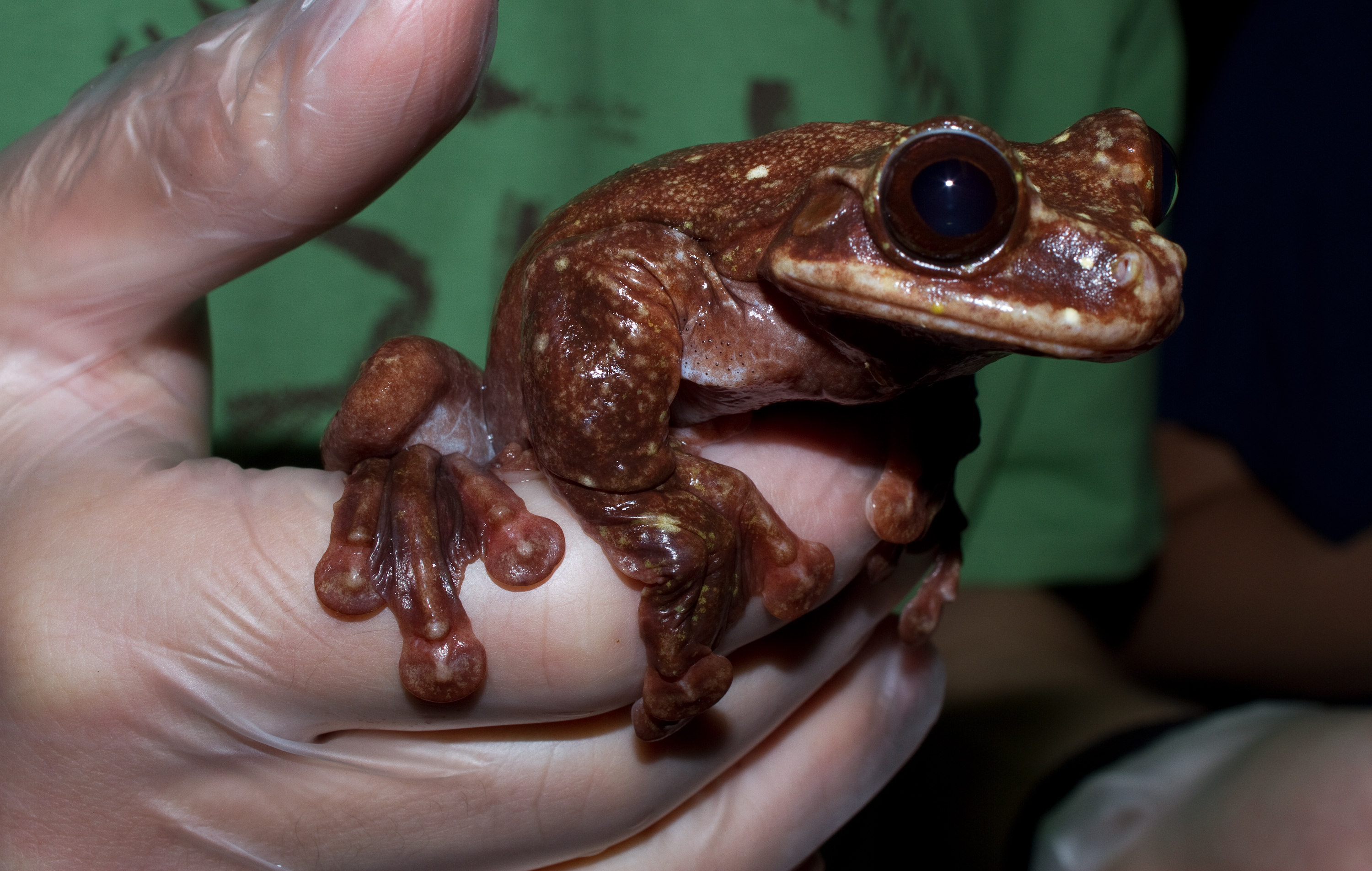
Toughie, el último Ecnomiohyla rabborum conocido

### Potencialesendlings
La Universidad de Hawái tenía, en cautiverio, el último individuo conocido de la especie del caracol Achatinella apexfulva, llamado George en honor a la tortuga Solitario George hasta el 1 de enero de 2019, cuando falleció. Ningún otro miembro de esta especie ha sido encontrado en una década de búsqueda.
El último grupo salvaje (viudo) de sapos dorados panameños (Atelopus zeteki) fueron llevados en cautiverio en 2006 para prevenir su muerte por quitridiomicosis, y el último sapo dorado fue visto en 1989.
Una hembra en una estación de rescate en Java es la última superviviente de las subespecie de charlatán frentirrufo, Garrulax rufifrons slamatensis.

## En la cultura popular
En el juego de cartas de superhéroes sentinelas del multiverso, el "Enclave de los Endlings" es un lugar donde un ser llamado el Terminarch preserva a los últimos individuos de su especie.
- Desextinción
- Extinción
- Extinción masiva del Holoceno
- Antropoceno
- Especie rara
- Estado de conservación
- Neologismo
- El último mohicano